# Block B
I Block B (블락비?) sono un gruppo musicale sudcoreano formatosi a Seul nel 2011.
Attualmente i Block B consistono in 7 membri, come confermato personalmente da P.O nonostante Zico non abbia rinnovato il suo contratto con la Seven Seasons, lasciando formalmente il gruppo.
Il giorno 9 dicembre 2019, i Block B, esclusi Taeil e B-Bomb che sono impegnati nel servizio militare, si sono riuniti per un concerto.

## Formazione
- Taeil (태일?), (Lee Tae-il, nato il 24 settembre 1990) (2011–presente)
- B-Bomb (비범?), (Lee Min-hyuk, nato il 14 dicembre 1990) (2011–presente)
- Jaehyo (재효?), (Ahn Jae-hyo, nato il 23 dicembre 1990) (2011–presente)
- U-Kwon (유권?), (Kim Yu-kwon, nato il 9 aprile 1992) (2011–presente)
- Kyung (경?), (Park Kyung, nato l'8 luglio 1992) (2011–presente)
- Zico (지코?), (Woo Ji-ho, nato il 14 settembre 1992) (2011–presente)
- P.O (피오?), (Pyo Ji-hoon, nato il 2 febbraio 1993) (2011–presente)

Sottogruppi
- Bastarz (U-Kwon, B-Bomb, e P.O)
- T2U (U-Kwon e Taeil)

## Discografia

### Album studio

#### Coreani
- 2012 - Blockbuster

#### Giapponesi
- 2016 - My Zone

### Album Compilation

#### Giapponesi
- 2018 - Block B The Best

### EP

#### Coreani
- 2011 - New Kids on the Block
- 2012 - Welcome to the Block
- 2013 - Very Good
- 2014 - H.E.R
- 2016 - Blooming Period
- 2017 - Montage

#### Giapponesi
- 2017 - Montage ~Japan Edition~

### Singoli

#### Coreani
- 2011 - Do You Wanna B?
- 2014 - Jackpot

#### Giapponesi
- 2015 - Very Good
- 2015 - H.E.R
- 2016 - Jackpot
- 2016 - Toy
- 2017 - Yesterday

##### Giapponesi (senza Zico e Kyung)
- 2017 - Project-1 EP